# Wielkie Góry (Pogórze Rożnowskie)
Wielkie Góry lub Jurasówka (458 m) – szczyt na Pogórzu Rożnowskim pomiędzy doliną Dunajca na zachodzie i doliną Białej od strony wschodniej. Znajduje się na grzbiecie odgałęziającym się po południowo-zachodniej stronie od Wału. Grzbiet Wielkich Gór tylko częściowo jest lesisty, w większości pokryty jest polami. Spływają z niego źródłowe cieki potoków Siemiechowianka, Brzozowianka, Lubianka. Z Siemiechowa grzbietem Wielkich Gór, przez ich najwyższy wierzchołek, biegnie droga do Wróblowic. Dzięki temu, że grzbiet jest bezleśny, z drogi tej rociągają się szerokie panoramy widokowe.
Na północnych stokach Jurasówki znajduje się stacja narciarska Jurasówka. Drogą grzbietową prowadzi żółty szlak turystyczny z Siemiechowa, poniżej szczytu Jurasówki skręca w prawo na Wał. Grzbietem z Wróblowic prowadzi szlak rowerowy.
Szlaki turystyczne
 Siemiechów – Wielkie Góry – Rychwałd. Po drodze kolejno: stacja narciarska Jurasówka – Chata pod Wałem – Wał – cmentarz wojenny nr 186 (2 min w bok) – kamieniołom w Lichwinie – cmentarz wojenny nr 188 – Rychwałd
 Wróblowice (szkoła) – Wielkie Góry – Wał – Gromnik